# Halysidota pearsoni
Halysidota pearsoni är en fjärilsart som beskrevs av Watson 1980. Halysidota pearsoni ingår i släktet Halysidota och familjen björnspinnare. Inga underarter finns listade i Catalogue of Life.